# ماثيو كوكي
ماثيو كوكي (بالإنجليزية: Matthew Cooke)‏ هو صانع أفلام وثائقية أمريكي، ولد في 1973 في واشنطن العاصمة في الولايات المتحدة.

## أهم الأعمال التي شارك بإعدادها
| العنوان                         | السنة | النوع  | مهمته |
| ------------------------------- | ----- | ------ | ----- |
| Deliver Us from Evil            | 2007  | جريمة  | محرر  |
| How to Make Money Selling Drugs | 2012  | جريمة  | مخرج  |
| Teenage Paparazzo               | 2010  | وثائقي | منتج  |
| Survivors Guide to Prison       | 2018  | وثائقي | كاتب  |
| bad dad                         | 2007  | كوميدي | مخرج  |

## وصلات خارجية
- الموقع الرسمي
- ماثيو كوك على موقع IMDb (الإنجليزية)
- ماثيو كوك على موقع قاعدة بيانات الفيلم (الإنجليزية)